# Ondřej Sukup
Ondřej Sukup (Uherské Hradiště, 12 agosto 1988) è un calciatore ceco, di ruolo difensore del Football Club Baník Ostrava.

## Caratteristiche tecniche
Terzino destro, può giocare anche come terzino sulla fascia opposta.

## Carriera

### Club
Inizialmente in prestito al Banik Ostrava dallo Znojmo, nella stagione 2014-2015 il Banik riscatta il cartellino del difensore, acquistandolo definitivamente.